# Nicolas Point
Nicolas Point, né le 10 avril 1799 à Rocroi, Ardennes, France),  mort le 3 juillet 1868 à Québec (Canada), inhumé dans la crypte de la cathédrale de Québec (Notre-Dame), est un prêtre jésuite français, peintre et missionnaire au Canada. De 1840 à 1847, lors de sa mission d'évangélisation de différentes tribus amérindiennes des Montagnes Rocheuses, il réalise plus d'une centaine de dessins et de peintures représentant les Amérindiens dans leurs activités quotidiennes.
Son père, Jean-François Point, né le 17 juin 1764 à Rocroi, charpentier-menuisier décédé le 5 mai 1810 à Rocroi, et sa mère, Marie-Nicolle Boursois/Bourcois, née et baptisée le 19 février 1765 à Rocroi (à l'église Saint-Nicolas), se sont mariés le 25 mai 1796 à Rocroi (à l'église Saint-Nicolas). Une sœur et deux frères sont nés à Rocroi : Marie-Jeanne, le 3 avril 1797; Pierre, le 7 avril 1802 (jésuite); Nicolas-Auguste, le 26 février 1806, décédé le 26 mars 1810 à Rocroi. 
Ses grands-parents paternels sont Pierre Point, marchand & Marie-Jeanne Bouvier, mariés le 27 octobre 1753 à Rocroi (à l'église Saint-Nicolas). Ses grands-parents maternels sont Jean-Nicolas Bourcois, manouvrier & Marie-Antoinette Maillet, mariés le 10 février 1755 à Rocroi (à l'église Saint-Nicolas). 

## Biographie
Nicolas Point est né à Rocroi (France) en 1799 dans une famille modeste. Très tôt, il se destine à une vie de missionnaire catholique et entre au noviciat des jésuites le 23 septembre 1822. Pour des raisons de santé il doit le quitter mais il revient faire son noviciat, à Saint-Acheul, le 14 octobre 1826.
À la fin de ses études de théologie faites à Brigue, en Valais (Suisse), il y est ordonné prêtre le 20 mars 1831. Il se trouve en Espagne, comme vice-recteur du collège Saint-Roch de Saint-Sébastien, lorsque les jésuites sont, en 1835, expulsés du pays. C'est alors que son rêve missionnaire se réalise. 
Initialement envoyé au Kentucky (États-Unis), il fait partie ensuite du groupe fondateur du Collège jésuite Saint-Charles de Grand Coteau en Louisiane (1837). C'est finalement à Philadelphie qu'il rejoindra Pierre-Jean De Smet pour une mission de sept ans dans la région des Montagnes Rocheuses. Lors de ces sept années (1840-1847), il réalise de nombreux dessins et aquarelles illustrant la vie quotidienne de différentes tribus amérindiennes (Cœur d'Alène, Pieds-noirs et Têtes-Plates) qu'il était chargé d'évangéliser. En 1842, il est le fondateur de la Mission jésuite du Sacré-Cœur auprès des Cœurs d'Alène.
En 1847, il est rappelé pour devenir le Supérieur de la Mission Sainte-Croix à Wikwemikong (en) (Ontario) où il reste jusqu'en 1858. En 1859, il est envoyé au noviciat du Sault-au-Récollet où il rédige 5 volumes de mémoires et souvenirs, abondamment illustrés de ses dessins. En 1865, il est transféré à la Résidence de Québec (Canada) où il meurt le 3 juillet 1868.
Ses peintures sont particulièrement précieuses pour leur représentation de la vie quotidienne de plusieurs tribus indiennes juste avant la colonisation européenne.